# Wicked Lips
Wicked Lips é o quinto extended play da rapper australiana Iggy Azalea, lançado em 2 de dezembro de 2019 pela Bad Dreams Records e Empire.

## Antecedentes
O trabalho começou logo após o lançamento do segundo álbum de estúdio de Azalea, In My Defense. Embora inicialmente anunciado como uma reedição de In My Defense, foi revelado no Twitter do rapper que seu próximo projeto musical seria uma peça de teatro lançada independentemente.
O EP é apoiado pelo single principal, "Lola", com a cantora britânica Alice Chater. A arte da capa foi revelada apenas uma semana antes do lançamento, em 10 de novembro, na conta de Azalea no Twitter. Em 14 de novembro, Azalea anunciou no Twitter que o EP seria lançado uma semana depois do planejado, devido à mixagem.

## Lista de faixas
Lista de faixas adaptadas do Tidal.
| N.º            | Título                          | Compositor(es)                                       | Produtor(es)              | Duração |  |
| 1.             | "Lola" (Com Alice Chater)       | Amethyst Kelly Alice Chater Fahad Alhaj Kee Ingrosso | Carl Falk J. White Did It | 3:52    |  |
| 2.             | "Not Important"                 | Kelly Gavin                                          | J. White Did It           | 2:28    |  |
| 3.             | "The Girls" (Com Pabllo Vittar) | Kelly Gavin Jake Allen Noah Cyrus                    | Falk                      | 4:14    |  |
| 4.             | "Personal Problem"              | A. Kelly D. Gavin                                    | J white Did It            | 2:47    |  |
| Duração total: | Duração total:                  | Duração total:                                       | Duração total:            | 13:20   |  |

## Histórico de lançamento
| Região | Data                  | Formato(s)                 | Gravadora(s)      | Ref.  |
| ------ | --------------------- | -------------------------- | ----------------- | ----- |
| Mundo  | 2 de dezembro de 2019 | Download digital streaming | Bad Dreams Empire | [ 2 ] |